# Krzysztof Żurek (aktor)

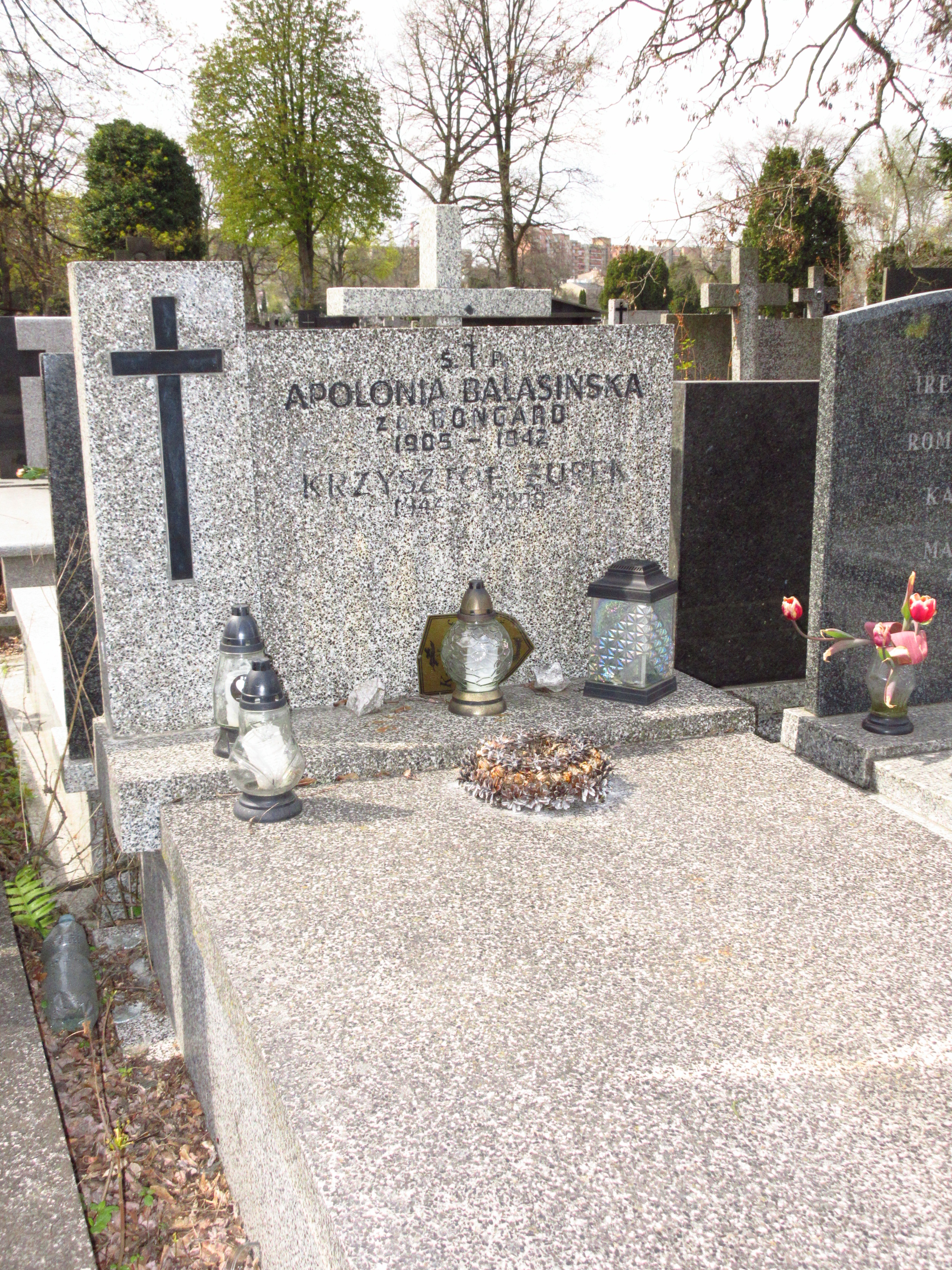
Grób Krzysztofa Żurka na cmentarzu Bródnowskim

Krzysztof Żurek (ur. 2 lipca 1944 w Warszawie, zm. 6 listopada 2009 tamże) – polski aktor teatralny i filmowy.
W latach 1964–1965 studiował w warszawskiej PWST, a następnie przeniósł się do Łodzi, na Wydział Aktorski tamtejszej PWSTiF, który ukończył w 1969.
Został pochowany na cmentarzu Bródnowskim (kw. 56B-I-4).

## Filmografia
- 1969 – Zbrodniarz, który ukradł zbrodnię
- 1980 – Constans
- 2004 – Pierwsza miłość (serial)
- 2005 – Warto kochać
- 2006 – Fala zbrodni (odc. 58)
- 2007 – Biuro kryminalne (od. 54)